# Viridivia suberosa
Viridivia  es un género monotípico de plantas con flores perteneciente a la familia Passifloraceae. Su única especie, Viridivia suberosa, es originaria de Zambia.

## Descripción
Es un arbusto o arbolito que alcanza un tamaño de 8 m de altura; las flores aparecen antes de las hojas; la corteza es gruesa, corchosa.

## Ecología
Se encuentra en los bosques caducifolios, bosques de ribera y laderas rocosas; a una altitud de 750 - 1100 metros.

## Taxonomía
Viridivia suberosa fue descrita por Hemsl. & Verdc. y publicado en Hooker's Icones Plantarum 36, t. 3555. 1956.